# Precious Peaks
Precious Peaks är en bergstopp i Antarktis. Den ligger i Sydshetlandsöarna. Argentina, Chile och Storbritannien gör anspråk på området. Toppen på Precious Peaks är 174 meter över havet.
Terrängen runt Precious Peaks är kuperad. Havet är nära Precious Peaks åt sydväst. Trakten är glest befolkad. Närmaste befolkade plats är Commandante Ferraz Station, 4,4 kilometer väster om Precious Peaks. 